# GGPO
 (juillet 2018).
Si vous disposez d'ouvrages ou d'articles de référence ou si vous connaissez des sites web de qualité traitant du thème abordé ici, merci de compléter l'article en donnant les références utiles à sa vérifiabilité et en les liant à la section « Notes et références ».
GGPO (Good Game Peace Out) est un middleware permettant d'émuler des jeux d'arcade et des jeux de combat afin de s'affronter et de dialoguer en ligne. L'outil a été développé par Tony Cannon, cofondateur du site Shoryuken, site communautaire spécialisé dans les jeux de combat.

## Histoire
Avant de créer GGPO, Tony Cannon fut très déçu par la version Xbox 360 de Street Fighter II: Hyper Fighting sortie en 2006, notamment du mode online. En réponse à cette mauvaise expérience Cannon débuta le développement de GGPO et sortit une première version du logiciel fin 2006. Cannon fit plus tard une démonstration du logiciel à Capcom qui accueillit l'outil positivement.

## Liste de jeux disponibles sur GGPO
- Breaker's Revenge
- Dungeons and Dragons: Shadow over Mystara
- Fatal Fury Special
- Final Fight
- Garou: Mark of the Wolves
- Hyper Street Fighter II
- JoJo's Bizarre Adventure
- Magical Drop III
- Marvel Super Heroes
- Marvel Super Heroes vs. Street Fighter
- Marvel vs. Capcom
- Metal Slug X
- Night Warriors: Darkstalkers' Revenge
- Samurai Shodown II
- Samurai Shodown IV
- Samurai Shodown V Special
- The King of Fighters '97
- The King of Fighters '98
- The King of Fighters 2000
- The King of Fighters 2002
- The Last Blade 2
- Street Fighter Alpha 2
- Street Fighter Alpha 3
- Street Fighter II': Champion Edition
- Super Gem Fighter: Mini Mix
- Super Puzzle Fighter II Turbo
- Super Street Fighter II Turbo
- Vampire Savior
- Windjammers
- X-Men: Children of the Atom
- X-Men vs. Street Fighter
- Skullgirls
- Lethal League

À noter que Street Fighter III 3rd Strike: Fight for the Future a été enlevé de GGPO après la sortie des versions ps3 et 360 qui sont moins fidèles à l'original